# Elisabeth Kramer (Bildhauerin)

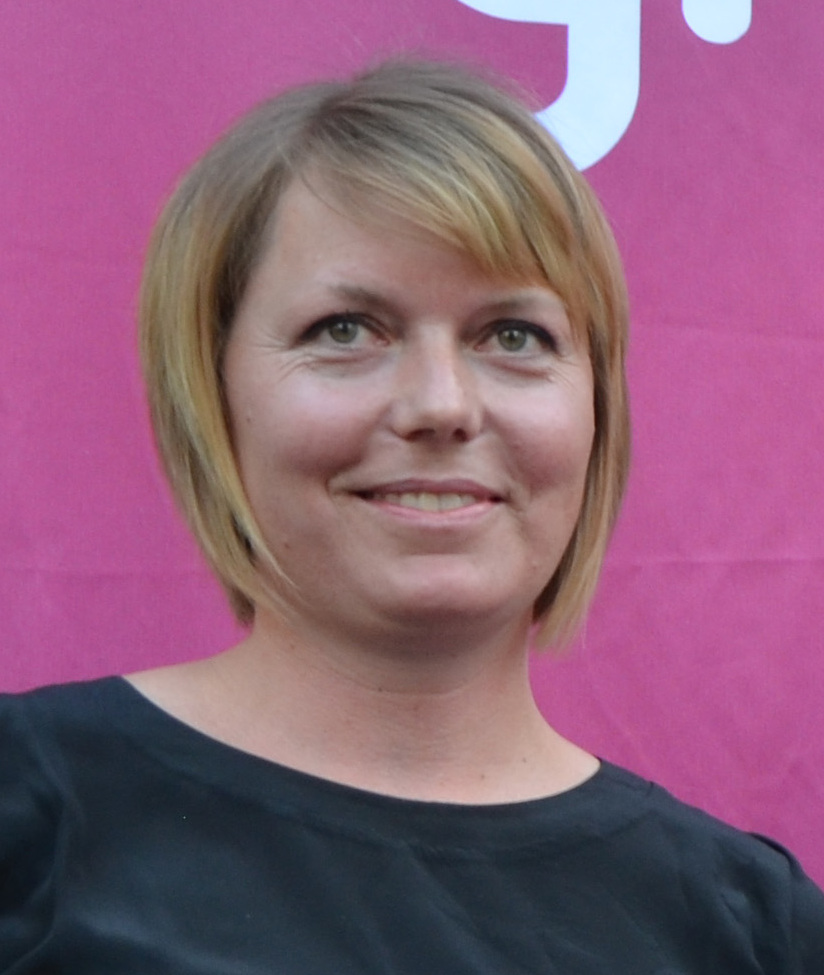
Elisabeth Kramer, 2014

Elisabeth Kramer (* 1980 in Burghausen) ist eine deutsche Bildhauerin und bildende Künstlerin.

## Leben
Nach einer Ausbildung von 1999 bis 2002 zur Buchhändlerin besuchte Kramer von 2003 bis 2006 die Fachschule für Holzbildhauerei in Garmisch-Partenkirchen. Ab 2006 folgte ein Studium der Bildenden Kunst an der Kunstuniversität Linz mit dem Schwerpunkt Bildhauerei – transmedialer Raum und Experimentelle Gestaltung und ab 2007 ein Studium der Kulturwissenschaften ebenda. Im Jahr 2010/2011 besuchte sie die Hochschule für Bildende Künste Dresden.
Seit 2007 arbeitet sie mit Simon Hipfl unter dem Namen KRAMER/HIPFL zusammen. Sie lebt und arbeitet in Linz und Achleithen.

## Auszeichnungen
- 2005 Rotary Kunstpreis 1. Platz, Oberbayern
- 2014 Gabriele-Heidecker-Preis[1]

## Kunst im öffentlichen Raum
- 2009 mit Simon Hipfl: Ist das unser Aktionsradius? Kunst am Bau, Kammer für Arbeiter und Angestellte Oberösterreich, Linz
- 2012 Denkmal für die ehemalige Landesfrauenklinik Linz - Betrachtungsgerät (gebären, verwehren, genesen)[2]
- 2012–2014 Künstlerische Neugestaltung in der Pfarrkirche Heiligenberg, Oberösterreich[3]

## Ausstellungen
Einzelausstellungen
- 2012 Ostersonntag, Videoinstallation in der Krypta der Ursulinenkirche Linz[4]
- 2023 moving stereotype im Atelierhaus Salzamt, Linz

Gruppenausstellungen
- Zeitlos/Neidlos, Galerie U4, Burghausen (2003)
- Internationales BildhauerInnensymposium, Kochel bei München (2005)
- Internationales BildhauerInnensymposium, Wolkenstein/Südtirol (2006)
- Stadt als Experimentierfeld, Symposium Galerie Forum Wels (2007)
- Bewegte Dinge (cat.), Taborkeller, Ottensheim/Linz (2008)
- KUNSTRAUSCH, Leonart Kunstfestival (mit S. Hipfl) (2009)
- LINZ-BLICK (cat.), Lentos Kunstmuseum Linz (mit S. Hipfl) (2009)
- Mehr Latenz wagen, La Repüblik, München (2009)
- DDD - Die dritte Dimension (cat.), Salzamt, Linz (mit S. Hipfl) (2010)
- Almost Impassing, Galerie 5535, Istanbul (2010)
- Dresden & New York, Rio, Tokio, HfBK Dresden (mit S. Hipfl) (2011)
- DDD - Die dritte Dimension (All about...Linz) (cat.), whiteBOX München (2011)
- EXHIBITION NOW, Atelierhaus Salzamt Linz (mit Simon Hipfl) (2013)
- Genese, Josefskirche Burghausen, D. (2014)
- Gruppenausstellung KUNSTradln in Millstatt, (Galerie Lindenhof, Millstatt am See) (2018)

## Museumsprojekte/Kuration
- 2012/2013 mit Sylvia Necker: Co-Kuratorin der Ausstellung "Hitlerbauten" in Linz - Wohnsiedlungen zwischen Alltag und Geschichte, 1938–1945, Nordico Stadtmuseum Linz